# Grand Prix automobile de Singapour 2009
GP précédent GP suivant
Le Grand Prix automobile de Singapour 2009 (2009 Formula 1 SingTel Singapore Grand Prix), disputé sur le circuit urbain de Singapour le 27 septembre 2009, est la 817e course du championnat du monde de Formule 1 courue depuis 1950 et la quatorzième manche du championnat 2009.

## Essais libres

### Vendredi soir (séance de 18 h 00)
| Pos | Pilote             | Voiture          | Chrono         | Écart   |
| --- | ------------------ | ---------------- | -------------- | ------- |
| 1   | Rubens Barrichello | Brawn-Mercedes   | 1 min 50 s 179 |         |
| 2   | Jenson Button      | Brawn-Mercedes   | 1 min 50 s 356 | 0 s 177 |
| 3   | Mark Webber        | Red Bull-Renault | 1 min 50 s 416 | 0 s 237 |
| 4   | Fernando Alonso    | Renault          | 1 min 50 s 567 | 0 s 388 |
| 5   | Sebastian Vettel   | Red Bull-Renault | 1 min 50 s 614 | 0 s 435 |
| 6   | Heikki Kovalainen  | McLaren-Mercedes | 1 min 50 s 699 | 0 s 520 |

### Vendredi soir (séance de 21 h 30)
| Pos | Pilote            | Voiture          | Chrono         | Écart   |
| --- | ----------------- | ---------------- | -------------- | ------- |
| 1   | Sebastian Vettel  | Red Bull-Renault | 1 min 48 s 650 |         |
| 2   | Fernando Alonso   | Renault          | 1 min 48 s 924 | 0 s 274 |
| 3   | Heikki Kovalainen | McLaren-Mercedes | 1 min 48 s 952 | 0 s 302 |
| 4   | Nick Heidfeld     | BMW Sauber       | 1 min 49 s 098 | 0 s 448 |
| 5   | Jenson Button     | Brawn-Mercedes   | 1 min 49 s 311 | 0 s 661 |
| 6   | Mark Webber       | Red Bull-Renault | 1 min 49 s 317 | 0 s 667 |

### Samedi soir (19 h 00)
| Pos | Pilote            | Voiture          | Chrono         | Écart   |
| --- | ----------------- | ---------------- | -------------- | ------- |
| 1   | Lewis Hamilton    | McLaren-Mercedes | 1 min 47 s 632 |         |
| 2   | Sebastian Vettel  | Red Bull-Renault | 1 min 47 s 909 | 0 s 277 |
| 3   | Nico Rosberg      | Williams-Toyota  | 1 min 48 s 332 | 0 s 700 |
| 4   | Heikki Kovalainen | McLaren-Mercedes | 1 min 48 s 420 | 0 s 788 |
| 5   | Robert Kubica     | BMW Sauber       | 1 min 48 s 501 | 0 s 869 |
| 6   | Nick Heidfeld     | BMW Sauber       | 1 min 48 s 526 | 0 s 894 |

## Grille de départ
| Pos | Pilote                   | Écurie               | Qualifications 1 | Qualifications 2 | Qualifications 3 | Poids des monoplaces |
| --- | ------------------------ | -------------------- | ---------------- | ---------------- | ---------------- | -------------------- |
| 1   | Lewis HamiltonSREC       | McLaren-Mercedes     | 1 min 46 s 977   | 1 min 46 s 657   | 1 min 47 s 891   | 660,5 kg             |
| 2   | Sebastian Vettel         | Red Bull-Renault     | 1 min 47 s 541   | 1 min 46 s 362   | 1 min 48 s 204   | 651,0 kg             |
| 3   | Nico Rosberg             | Williams-Toyota      | 1 min 47 s 390   | 1 min 46 s 197   | 1 min 48 s 348   | 657,5 kg             |
| 4   | Mark Webber              | Red Bull-Renault     | 1 min 47 s 646   | 1 min 46 s 328   | 1 min 48 s 722   | 654,5 kg             |
| 5   | Fernando Alonso          | Renault              | 1 min 47 s 757   | 1 min 46 s 767   | 1 min 49 s 054   | 658,0 kg             |
| 6   | Timo Glock               | Toyota               | 1 min 47 s 770   | 1 min 46 s 707   | 1 min 49 s 180   | 660,5 kg             |
| 7   | Robert Kubica            | BMW Sauber           | 1 min 47 s 615   | 1 min 46 s 813   | 1 min 49 s 514   | 664,0 kg             |
| 8   | Heikki KovalainenSREC    | McLaren-Mercedes     | 1 min 47 s 542   | 1 min 46 s 842   | 1 min 49 s 778   | 664,5 kg             |
| 9   | Rubens Barrichello       | Brawn-Mercedes       | 1 min 47 s 397   | 1 min 46 s 787   | 1 min 48 s 828   | 655,5 kg             |
| 10  | Kazuki Nakajima          | Williams-Toyota      | 1 min 47 s 637   | 1 min 47 s 013   |                  | 680,7 kg             |
| 11  | Jenson Button            | Brawn-Mercedes       | 1 min 47 s 180   | 1 min 47 s 141   |                  | 683,0 kg             |
| 12  | Kimi RäikkönenSREC       | Ferrari              | 1 min 47 s 293   | 1 min 47 s 177   |                  | 680,5 kg             |
| 13  | Sébastien Buemi          | Toro Rosso-Ferrari   | 1 min 47 s 677   | 1 min 47 s 369   |                  | 678,0 kg             |
| 14  | Jarno Trulli             | Toyota               | 1 min 47 s 690   | 1 min 47 s 413   |                  | 690,9 kg             |
| 15  | Adrian Sutil             | Force India-Mercedes | 1 min 48 s 231   |                  |                  | 693 kg               |
| 16  | Jaime Alguersuari        | Toro Rosso-Ferrari   | 1 min 48 s 340   |                  |                  | 683,5 kg             |
| 17  | Giancarlo FisichellaSREC | Ferrari              | 1 min 48 s 350   |                  |                  | 678,5 kg             |
| 18  | Romain Grosjean          | Renault              | 1 min 48 s 544   |                  |                  | 683,0 kg             |
| 19  | Vitantonio Liuzzi        | Force India-Mercedes | 1 min 48 s 792   |                  |                  | 656,0 kg             |
| 20  | Nick Heidfeld            | BMW Sauber           | 1 min 47 s 347   | 1 min 46 s 832   | 1 min 49 s 307   | 650,0 kg             |

Notes : 

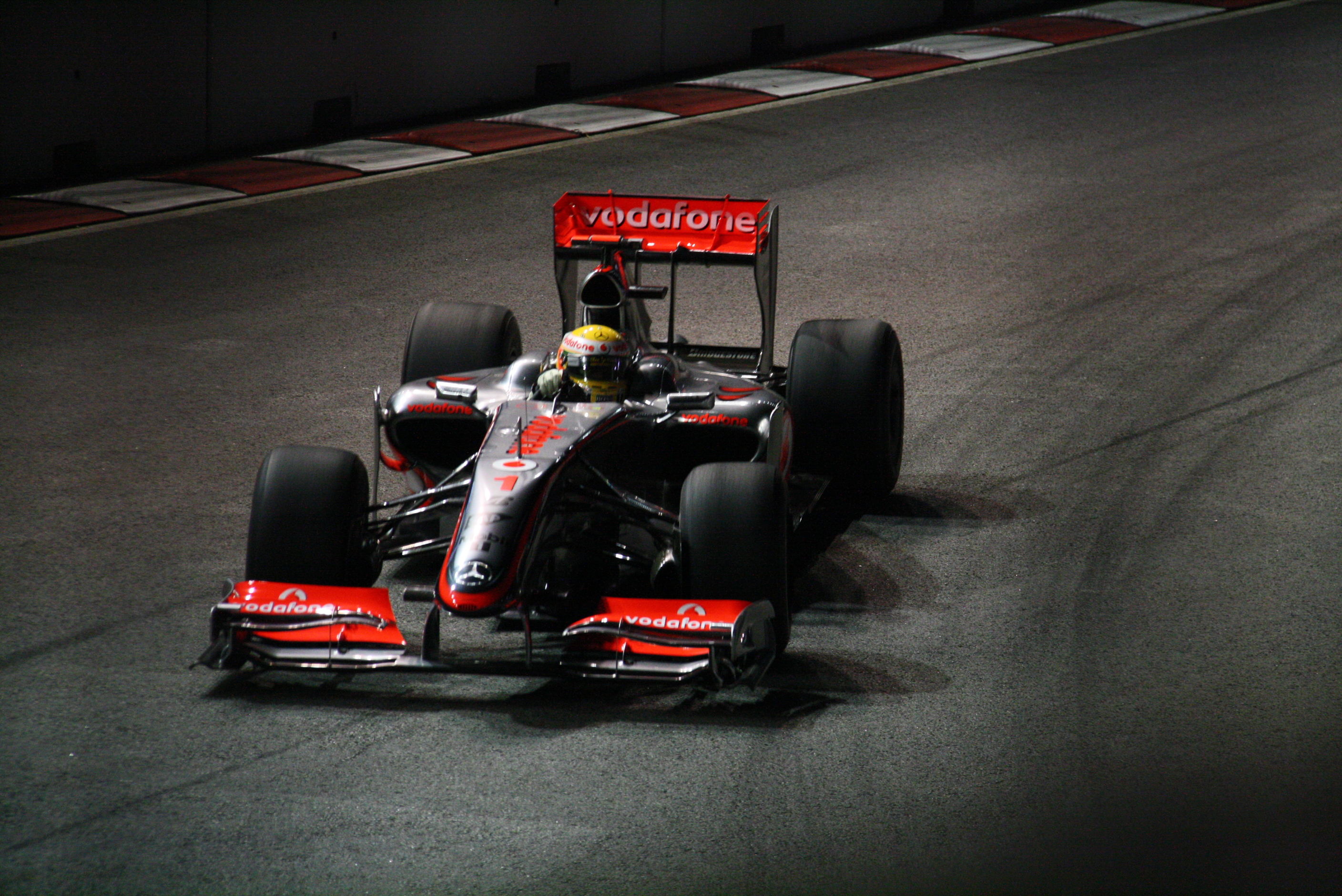
Lewis Hamilton signe sa troisième pole position de la saison

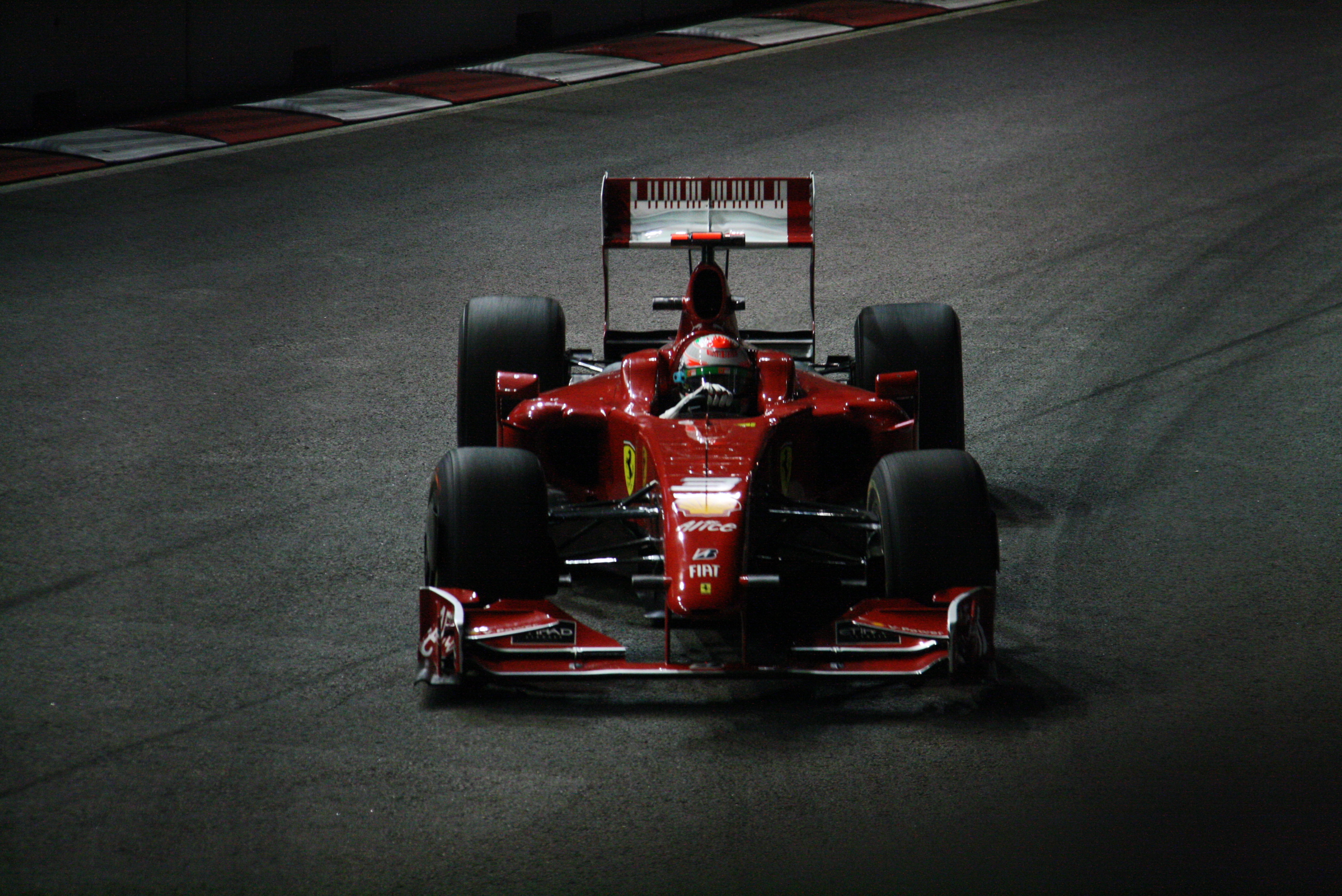
Giancarlo Fisichella a encore du mal à maîtriser la Ferrari F60

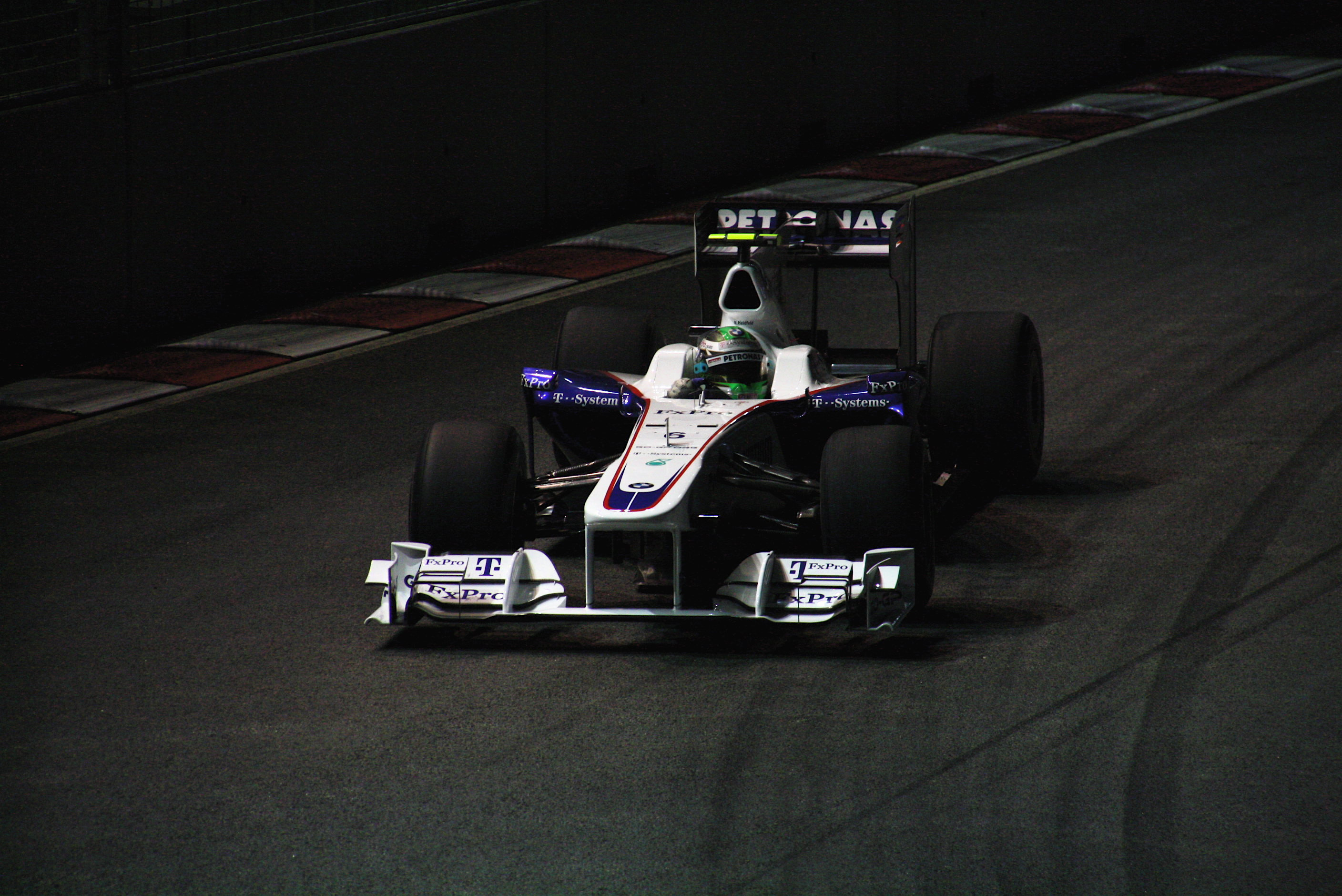
Nick Heidfeld termine septième des qualifications avant d'être rétrogradé pour poids non conforme

- Les pilotes prenant part aux essais avec le SREC sont signalés par la mention SREC.
- La séance Q3 a été stoppée sur drapeau rouge à 26 secondes de son terme à la suite de la sortie de piste de Rubens Barrichello.
- Nick Heidfeld, auteur du septième temps des qualifications est pénalisé à cause d'un poids non conforme de sa monoplace. Il a également changé de moteur et de boîte de vitesses. Rétrogradé à la dernière place, il s'élance depuis la pit-lane.
- Rubens Barrichello, auteur du cinquième temps des qualifications, recule de cinq places sur la grille de départ à la suite d'un changement de boîte de vitesses et s'élance de la dixième place. Il part finalement neuvième à la suite du déclassement de Nick Heidfeld.

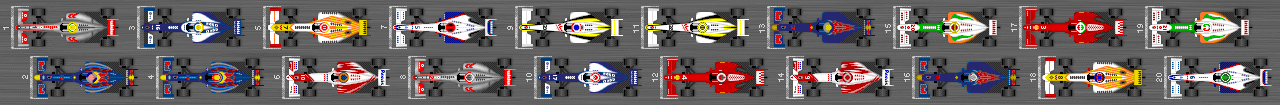
La grille de départ du Grand Prix.

## Course

### Déroulement de l'épreuve
Bien que la nuit soit tombée à Singapour, le thermomètre affiche 30 °C dans l'air et 32 °C sur la piste lorsque les pilotes se rangent sur la grille de départ, à l'exception de Nick Heidfeld qui s'élance depuis la pitlane après que sa monoplace se soit révélée en dessous du poids minimum. À l'extinction des feux, Lewis Hamilton, en pole position et muni du SREC, file en tête devant Nico Rosberg qui a pris le meilleur sur Sebastian Vettel qui précède Fernando Alonso. Celui-ci est d'emblée pressé par Mark Webber, qui le dépasse, de même que Timo Glock. Les commissaires sportifs jugent toutefois la manœuvre trop osée et contraignent le pilote australien à rendre leurs positions à ses adversaires. 
À la fin du premier tour, Hamilton possède près d'une seconde d'avance sur Rosberg qui maintient sa pression. Dès le troisième tour, Romain Grosjean abandonne à la suite de problèmes de freins. Après 10 tours, Hamilton précède Rosberg de 2 secondes, Vettel de 4 s, Glock de 14 s, Alonso de 19 s, Webber de 21 s, Rubens Barrichello de 23 s, Robert Kubica de 25 s, Heikki Kovalainen de 27 s et Jenson Button  de 29 s. 
Plus loin dans le peloton, Kimi Räikkönen profite d'un écart de trajectoire de Sébastien Buemi pour lui ravir la douzième place alors que Jaime Alguersuari, alors quatorzième, résiste à Adrian Sutil, Giancarlo Fisichella et au trio Vitantonio Liuzzi-Jarno Trulli-Heidfeld. 
Au 17e tour, Vettel est le premier à repasser au stand, suivi au tour suivant par Rosberg. Surpris au freinage sur la voie de sortie des stands, l'Allemand coupe la ligne blanche et écope d'un drive-through qui va gâcher sa course. Hamilton stoppe au 20e tour, au moment où Sutil tente de passer Alguersuari : l'Espagnol repousse l'attaque et son rival allemand perd le contrôle de sa Force India. En reprenant la piste après ce tête-à-queue, Sutil, masqué par un virage en angle droit, est percuté par Nick Heidfeld. 
Le carambolage laisse de nombreux débris sur la piste et provoque l'intervention de la voiture de sécurité. Revenu ravitailler, Alguersuari repart alors que ses mécaniciens n'ont pas encore retiré le tuyau. La course est relancée au 25e tour avec Hamilton aux commandes. À la suite de la sanction infligée à Rosberg reparti 14e Vettel hérite de la seconde place devant Glock, Alonso, Barrichello, Kovalainen, Button, Webber, Kubica et Kazuki Nakajima. 
À mi-parcours, Hamilton et Vettel ne sont toujours séparés que de quelques dixièmes. Vettel préfère toutefois attendre la deuxième vague de ravitaillement pour tenter de prendre l'avantage sur son rival. Au 39e tour, alors qu'Hamilton occupe toujours la première place, Vettel effectue un deuxième passage par son stand mais un excès de vitesse en repartant lui vaut un drive-through, permettant à Timo Glock de prendre la seconde place devant Alonso. 
En délicatesse avec ses freins, Mark Webber perd le contrôle de sa monoplace à la suite de l'explosion d'un disque avant et termine dans le mur. Hamilton et Glock effectuent leur dernier ravitaillement, laissant Alonso en tête pour quelques boucles avant son retour au stand à 10 tours de l'arrivée. Il repart en troisième position, mais désormais distancé, de même que Button, contraint de baisser sa cadence à la suite de soucis de freinage qui ont conduit les pilotes Toro Rosso à l'abandon.
Lewis Hamilton coupe la ligne en vainqueur pour la deuxième fois de la saison, accompagné par Glock et Alonso sur le podium. Vettel, malgré trois arrêts, inscrit les points de la quatrième place et devance Button et Barrichello. Kovalainen et Kubica se partagent les deux dernières places dans les points à Singapour.

### Classement de la course
| Pos | No | Pilote                   | Écurie               | Tours | Temps/Abandon                      | Grille | Points |
| --- | -- | ------------------------ | -------------------- | ----- | ---------------------------------- | ------ | ------ |
| 1   | 1  | Lewis HamiltonSREC       | McLaren-Mercedes     | 61    | 1 h 56 min 06 s 337 (159,845 km/h) | 1      | 10     |
| 2   | 10 | Timo Glock               | Toyota               | 61    | + 9 s 634                          | 6      | 8      |
| 3   | 7  | Fernando Alonso          | Renault              | 61    | + 16 s 624                         | 5      | 6      |
| 4   | 15 | Sebastian Vettel         | Red Bull-Renault     | 61    | + 20 s 621                         | 2      | 5      |
| 5   | 22 | Jenson Button            | Brawn-Mercedes       | 61    | + 30 s 015                         | 11     | 4      |
| 6   | 23 | Rubens Barrichello       | Brawn-Mercedes       | 61    | + 31 s 858                         | 9      | 3      |
| 7   | 2  | Heikki KovalainenSREC    | McLaren-Mercedes     | 61    | + 36 s 157                         | 8      | 2      |
| 8   | 5  | Robert Kubica            | BMW Sauber           | 61    | + 55 s 054                         | 7      | 1      |
| 9   | 17 | Kazuki Nakajima          | Williams-Toyota      | 61    | + 56 s 054                         | 10     |        |
| 10  | 4  | Kimi RäikkönenSREC       | Ferrari              | 61    | + 58 s 892                         | 12     |        |
| 11  | 16 | Nico Rosberg             | Williams-Toyota      | 61    | + 59 s 777                         | 3      |        |
| 12  | 9  | Jarno Trulli             | Toyota               | 61    | + 1 min 13 s 009                   | 14     |        |
| 13  | 3  | Giancarlo FisichellaSREC | Ferrari              | 61    | + 1 min 19 s 890                   | 17     |        |
| 14  | 9  | Vitantonio Liuzzi        | Force India-Mercedes | 61    | + 1 min 33 s 502                   | 19     |        |
| Abd | 11 | Jaime Alguersuari        | Toro Rosso-Ferrari   | 47    | Freins                             | 16     |        |
| Abd | 12 | Sébastien Buemi          | Toro Rosso-Ferrari   | 47    | Boîte de vitesses                  | 13     |        |
| Abd | 14 | Mark Webber              | Red Bull-Renault     | 45    | Freins                             | 4      |        |
| Abd | 20 | Adrian Sutil             | Force India-Mercedes | 23    | Collision                          | 15     |        |
| Abd | 6  | Nick Heidfeld            | BMW Sauber           | 19    | Collision                          | 20     |        |
| Abd | 8  | Romain Grosjean          | Renault              | 3     | Freins                             | 18     |        |

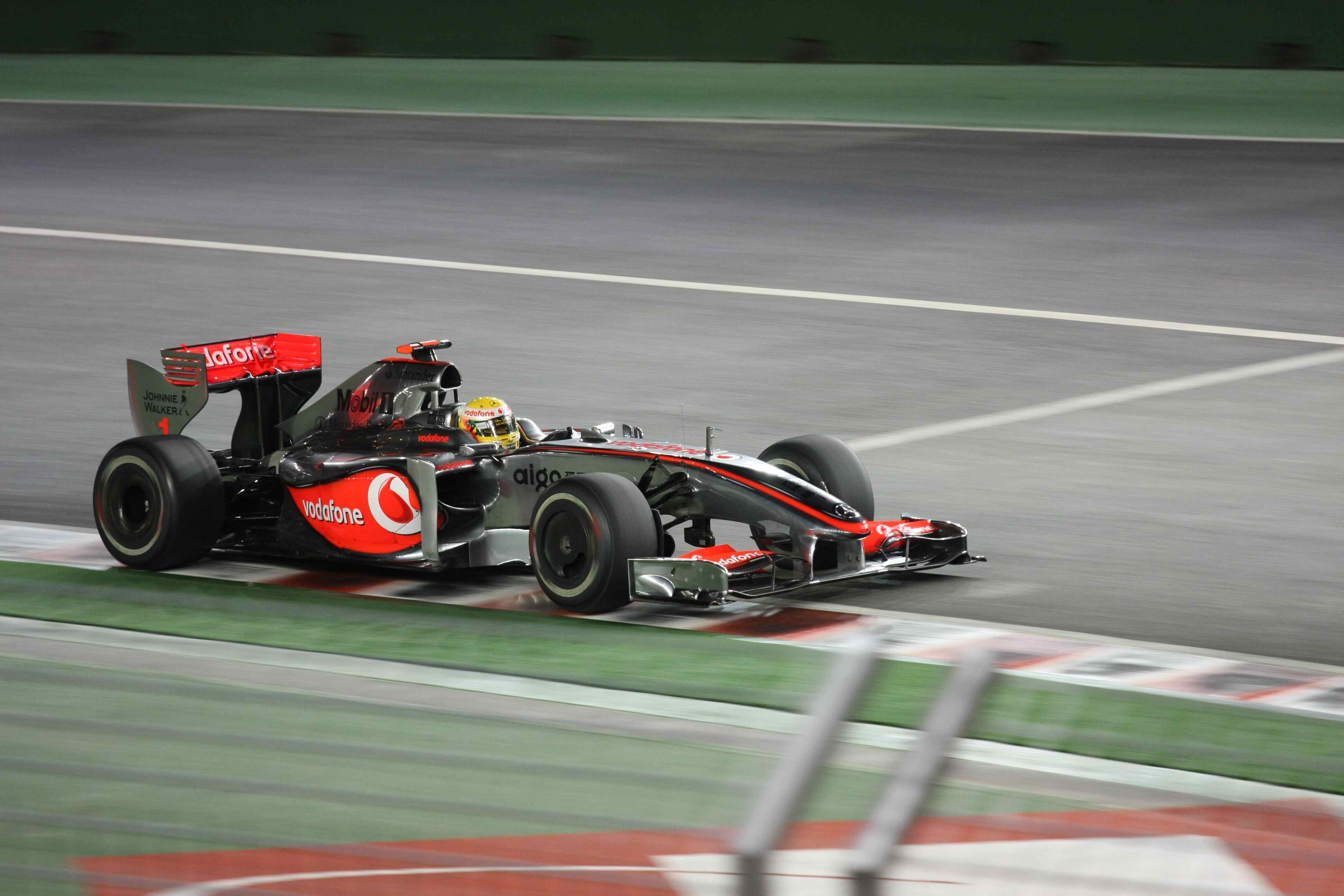
Lewis Hamilton décroche la onzième victoire de sa carrière à Singapour

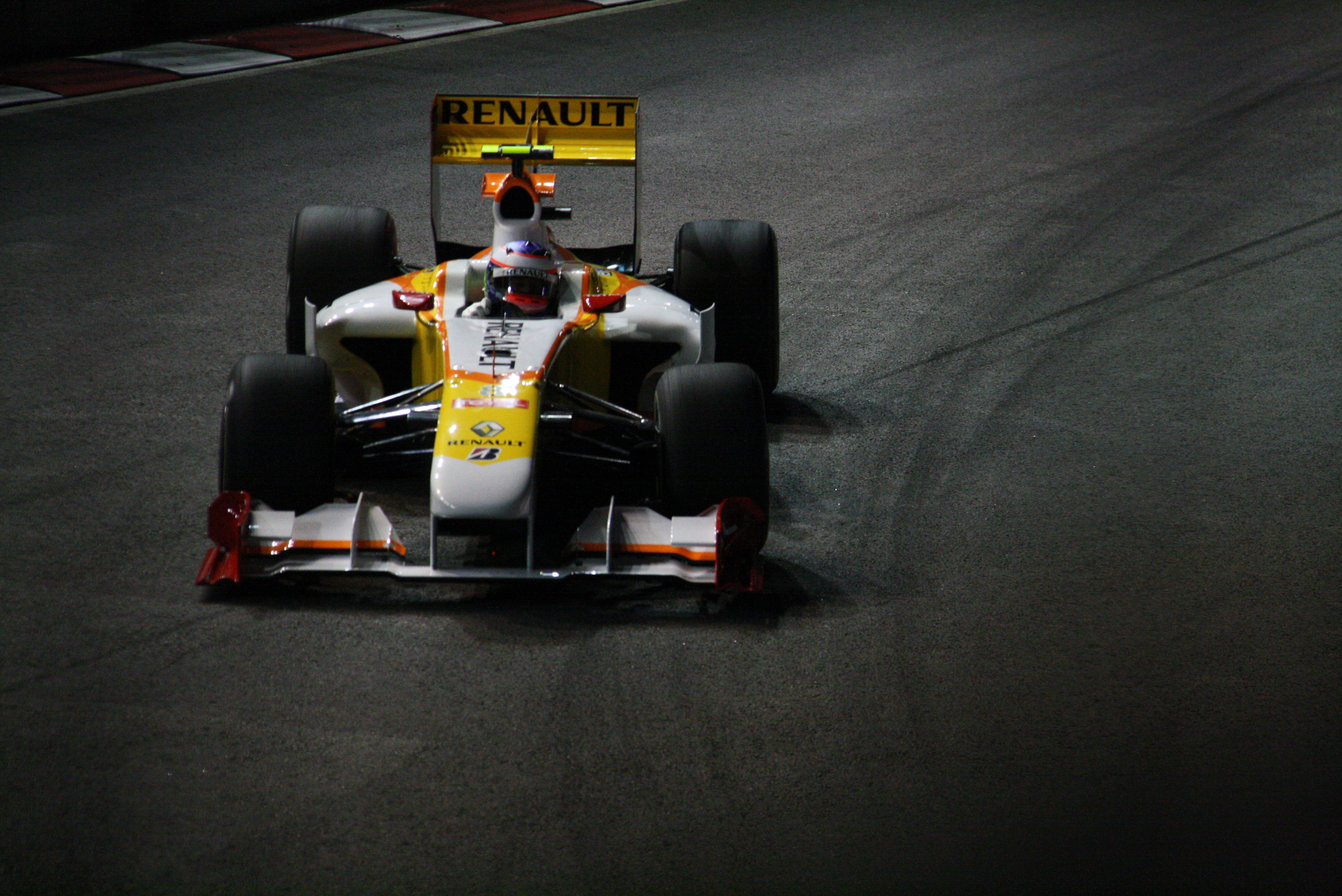
Les Renault courent sans le soutien d'ING et de Mutua Madrilena.

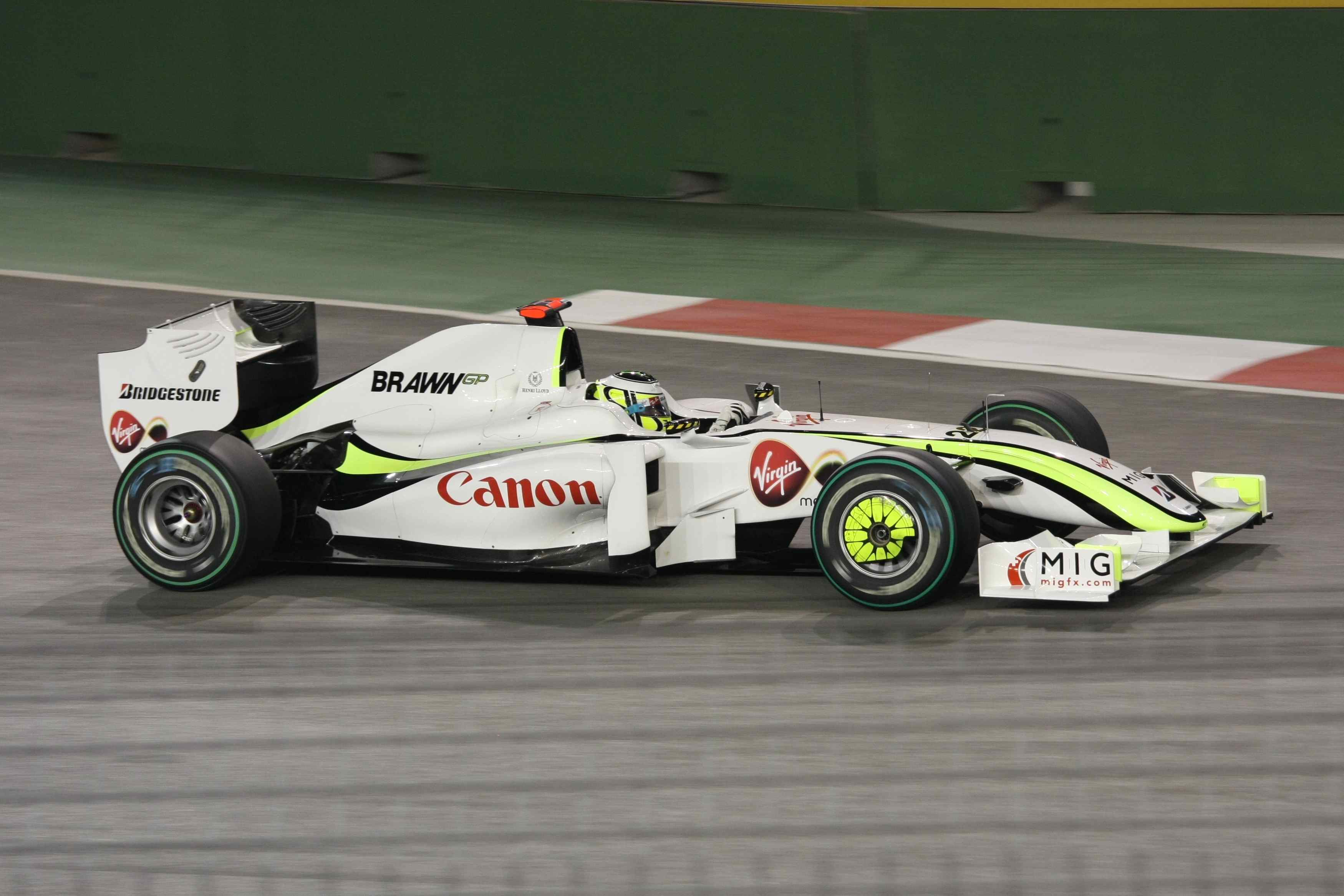
Jenson Button accroît son avance sur son coéquipier Rubens Barrichello au championnat du monde.

- Les pilotes prenant part au Grand Prix avec le SREC sont signalés par la mention SREC.

### Pole position et record du tour
- Pole position :  Lewis Hamilton (McLaren-Mercedes) en 1 min 47 s 891 (169,271 km/h). Le meilleur temps des qualifications a été quant à lui réalisé par Nico Rosberg, lors de la Q2, en 1 min 46 s 197.
- Meilleur tour en course :  Fernando Alonso (Renault) en 1 min 48 s 240 (168,725 km/h) au cinquante-troisième tour.

### Tours en tête
- Lewis Hamilton (McLaren-Mercedes) : 57 tours (1-46 / 51-61)
- Fernando Alonso (Renault) : 4 tours (47-50)

## Classements généraux à l'issue de la course
| Pos | Pilote               | Écurie                       | Points |
| --- | -------------------- | ---------------------------- | ------ |
| 1   | Jenson Button        | Brawn-Mercedes               | 84     |
| 2   | Rubens Barrichello   | Brawn-Mercedes               | 69     |
| 3   | Sebastian Vettel     | Red Bull-Renault             | 59     |
| 4   | Mark Webber          | Red Bull-Renault             | 51,5   |
| 5   | Kimi Räikkönen       | Ferrari                      | 40     |
| 6   | Lewis Hamilton       | McLaren-Mercedes             | 37     |
| 7   | Nico Rosberg         | Williams-Toyota              | 30,5   |
| 8   | Fernando Alonso      | Renault                      | 26     |
| 9   | Timo Glock           | Toyota                       | 24     |
| 10  | Jarno Trulli         | Toyota                       | 22,5   |
| 11  | Felipe Massa         | Scuderia Ferrari             | 22     |
| 12  | Heikki Kovalainen    | McLaren-Mercedes             | 22     |
| 13  | Nick Heidfeld        | BMW Sauber                   | 12     |
| 14  | Robert Kubica        | BMW Sauber                   | 9      |
| 15  | Giancarlo Fisichella | Force India-Mercedes Ferrari | 8      |
| 16  | Adrian Sutil         | Force India-Mercedes         | 5      |
| 17  | Sébastien Buemi      | Toro Rosso-Ferrari           | 3      |
| 18  | Sébastien Bourdais   | Toro Rosso-Ferrari           | 2      |

| Pos | Écurie               | Points |
| --- | -------------------- | ------ |
| 1   | Brawn-Mercedes       | 153    |
| 2   | Red Bull-Renault     | 110,5  |
| 3   | Ferrari              | 62     |
| 4   | McLaren-Mercedes     | 59     |
| 5   | Toyota               | 46,5   |
| 6   | Williams-Toyota      | 30,5   |
| 7   | Renault              | 26     |
| 8   | BMW Sauber           | 21     |
| 9   | Force India-Mercedes | 13     |
| 10  | Toro Rosso-Ferrari   | 5      |

## Statistiques
- 16e pole position de sa carrière pour Lewis Hamilton.
- 11e victoire de sa carrière pour Lewis Hamilton.
- 164e victoire pour McLaren en tant que constructeur.
- 77e victoire pour Mercedes en tant que motoriste.
- Sebastian Vettel atteint la barre des 100 points inscrits en championnat du monde
- Fin de série pour Nick Heidfeld qui abandonne et n'est pas classé pour la première fois après 41 arrivées consécutives parmi les pilotes classés et 33 arrivées consécutives en recevant le drapeau à damier.
- Bob Bell est le nouveau directeur de l'écurie Renault F1 Team en remplacement de Flavio Briatore. Il conserve néanmoins sa fonction initiale de directeur technique de l'écurie.
- À la suite du scandale du « Singaporegate », Renault F1 Team perd deux de ses commanditaires majeurs, le sponsor-titre de l'écurie, ING et Mutua Madrilena. Les monoplaces n'arboreront plus ni les couleurs d'ING ni celles de Mutua Madrilena jusqu'à la fin de la saison.
- À l'issue de cette course et à la suite de l'abandon de Mark Webber, Jenson Button, Rubens Barrichello et Sebastian Vettel sont désormais les seuls pilotes mathématiquement capables de remporter le championnat du monde. Ce titre serait le premier pour chacun des postulants encore en lice.
- Pendant le week-end du Grand Prix, du 24 au 26 septembre, une série de concerts, « F1 Rocks », est organisée. Les artistes présents sont notamment ZZ Top, Beyonce, les Black Eyed Peas, Simple Minds, No Doubt[1].